# 隱齒亞綱
隐齿亚纲（學名：Cryptodonta），亦作隱齒目，是軟體動物門雙殼綱之下的一個亞綱。當中大多數物種均已滅絕，只餘下蛏螂目（Solemyoida）還有現生種，其他物種均只有化石。
本亞綱物種的特色是其殼比較薄，而且好像拉長了那樣。與其他雙殼綱物種不同的是：本亞綱物種的外殼並沒有鉸齒，而且只有相對較為原始的原鰓（protobranchiate）。

## 分類
- †Praecardioida目
  - †Butovicellidae科
    - †Butovicella属

  - †Praecardiidae科
    - †Slava属
    - †Cardiola属

  - †Antipleuridae科
    - †Dualina属
    - †Hercynella属
    - †Panenka (genus)属
- 蛏螂目（Solemyoida）：下領兩個科
  - Solemyoidea超科
    - Solemyidae科 (Awning clams)
      - Acharax属
      - Solemya属

    - Manzanellidae科
      - Manzanella属
      - Posterodonta属

    - Nucinellidae科
      - Huxleyia 属
      - Nucinella属